# Waltzes (Chopin)
Những bản waltz của Frédéric Chopin là những bản nhạc có độ dài vừa phải dành cho đàn dương cầm, tất cả đều được sáng tác trong khoảng thời gian từ năm 1824 đến năm 1849. Tất cả đều theo nhịp ba của điệu waltz, cụ thể hơn là nhịp 3/4 (trừ Op. P1/13, theo nhịp 3/8), nhưng không giống với các bản waltz kiểu Viên trước đó, các bản waltz của Chopin không được dùng để khiêu vũ. Một số bản waltz đòi hỏi trình độ vừa phải, nhưng một số khác lại đòi hỏi kỹ thuật nâng cao.
Chopin có thể đã viết tới 37 bản waltz cho dương cầm, nhưng chỉ có 19 bản (cùng với một bản waltz không chính thống) được đánh số và chỉ có 8 bản được xuất bản (trong Opp. 18, 34, 42 và 64) khi ông còn sống. Ông mong muốn tiêu hủy mọi tác phẩm chưa xuất bản, nhưng Julian Fontana và Ludwika (chị gái ông) vẫn tiếp tục xuất bản Waltz thứ 9 đến 13 (là Opp. 69 và 70) sau khi Chopin qua đời. 6 bản waltz được sáng tác trong giai đoạn 1826–1831 lúc đầu được bảo tồn trong ngôi nhà của Chopin ở Paris nhưng sau đó đã bị thất lạc trong một vụ hỏa hoạn ngoài ý muốn vào năm 1863 tại nhà của Ludwika. 6 bản waltz từ số 14 đến 19 cũng đã được xuất bản. Những bản thảo này được Chopin tặng cho những người có liên quan mà không giữ lại bản gốc. Bản waltz số 18 không có tiêu đề; được viết theo nhịp 3/4 và mang một số đặc điểm của điệu waltz nhưng được đánh dấu Sostenuto. Viện Fryderyk Chopin không coi bản Waltz thứ 17 là bản chính thống; năm bản còn lại trong nhóm này được đánh số WN (29, 18, 28, 53 và 63). Waltz thứ 20 cũng không được coi là bản chính thống. Một bản valse cung La thứ chính thống khác đã được tái khám phá vào năm 2024 và vẫn chưa được xuất bản hay đánh số. Riêng bản biến tấu cuối cùng của tác phẩm chính thống Variations on a German National Air (Der Schweizerbub) của Chopin, WN 6, được viết dưới dạng waltz. Ngoài ra, còn có:
1. Những bản nhạc waltz do các cá nhân khác sở hữu, không có sẵn cho các nhà nghiên cứu
2. Những điệu waltz được cho là bị phá hủy hoặc bị thất lạc
3. Những bản waltz có bằng chứng tồn tại nhưng không có bản thảo được biết

Bản Minute Waltz và Waltz cung Đô thăng thứ là hai bản waltz phổ biến của Chopin. Cả hai bản đều nằm trong Op. 64, bộ waltz cuối cùng mà Chopin sáng tác trước khi qua đời.

## Danh sách các bản waltz của Chopin hoặc được cho là của Chopin
| Số thứ tự | Giọng                  | Năm sáng tác                            | Năm xuất bản   | Số opus         | Số Brown | Số Kobylańska | Số Chominski | Đề tặng                                                          | Ghi chú |
| --------- | ---------------------- | --------------------------------------- | -------------- | --------------- | -------- | ------------- | ------------ | ---------------------------------------------------------------- | --- |
| 1         | Mi giáng trưởng        | 1833                                    | 1834 (tháng 6) | Op. 18          | B.62     |               |              | Laura Horsford                                                   | Grande valse brillante; dùng trong Les Sylphides |
| 2         | La giáng trưởng        | 1835                                    | 1838           | Op. 34/1        | B.94     |               |              | Josefine von Thun-Hohenstein                                     | Ba bản valse, Op. 34 cũng được xuất bản với tên gọi Grandes valses brillantes, nhưng tiêu đề này thường được dành riêng cho bản Waltz cung Mi giáng trưởng, Op. 18 |
| 3         | La thứ                 | 1831                                    | 1838           | Op. 34/2        | B.64     |               |              | Nữ nam tước C. d'Ivry                                            | Ba bản valse, Op. 34 cũng được xuất bản với tên gọi Grandes valses brillantes, nhưng tiêu đề này thường được dành riêng cho bản Waltz cung Mi giáng trưởng, Op. 18 |
| 4         | Fa trưởng              | 1838 hoặc sớm hơn                       | 1838           | Op. 34/3        | B.118    |               |              | Mlle. A. d'Eichthal                                              | Ba bản valse, Op. 34 cũng được xuất bản với tên gọi Grandes valses brillantes, nhưng tiêu đề này thường được dành riêng cho bản Waltz cung Mi giáng trưởng, Op. 18 |
| 5         | La giáng trưởng        | 1840                                    | 1840           | Op. 42          | B.131    |               |              |                                                                  | Grande valse; hay còn gọi là waltz waltz 2/4 vì giai điệu chính nghe giống nhịp 2/4 kết hợp giọng bass ở nhịp 3/4. |
| 6         | Rê giáng trưởng        | 1846-1847                               | XI 1847        | Op. 64/1        | B.164/1  |               |              | Delfina Potocka                                                  | Valse du petit chien là tiêu đề được Chopin đặt tên cho bản waltz, giờ được biết đến rộng rãi với tên Minute Waltz |
| 7         | Đô thăng thứ           | 1846-1847                               | XI 1847        | Op. 64/2        | B.164/2  |               |              | Nam tước Nathaniel de Rothschild (= Charlotte de Rothschild)     | Dùng trong Les Sylphides vàSecret |
| 8         | La giáng trưởng        | 1846-1847                               | XI 1847        | Op. 64/3        | B.164/3  |               |              | Katarzyna Branicka (or Bronicka)                                 | |
| 9         | La giáng trưởng        | 1835 (24 tháng 9)                       | 1855           | Op. posth. 69/1 | B.95     |               |              | Charlotte de Rothschild, Mme Peruzzi và Maria Wodzińska          | L'adieu |
| 10        | Si thứ                 | 1829                                    | 1852 (Krakow)  | Op. posth. 69/2 | B.35     |               |              | Wilhelm Kolberg                                                  | |
| 11        | Sol giáng trưởng       | 1833                                    | 1855           | Op. posth. 70/1 | B.92     |               |              |                                                                  | Dùng trong Les Sylphides |
| 12        | Fa thứ/La giáng trưởng | 1841 (tháng 6)                          | 1852 (Krakow)  | Op. posth. 70/2 | B.138    |               |              | Marie de Krudner, Mme. Oury, Élise Gavard & Nữ bá tước Esterházy | |
| 13        | Rê giáng trưởng        | 1829 (3 tháng 10)                       | 1855           | Op. posth. 70/3 | B.40     |               |              |                                                                  | |
| 14        | Mi thứ                 | 1830                                    | 1868           | Op. Posth       | B.56     | KK IVa/15     | P1/15        |                                                                  | Không có bản thảo |
| 15        | Mi trưởng              | 1829                                    | 1871 (Krakow)  | -               | B.44     | KK IVa/12     | P1/12        |                                                                  | Không có bản thảo |
| 16        | La giáng trưởng        | 1827                                    | 1902           | -               | B.21     | KK IVa/13     | P1/13        | Emilia Elsner                                                    | [ gc 2 ] |
| 17        | Mi giáng trưởng        | 1827                                    | 1902           |                 | B 46     | KK IVa/14     | P1/14        | Emilia Elsner                                                    | [ gc 3 ] |
| 18        | Mi giáng trưởng        | 1840                                    | 1955           | -               | B.133    | KK IVb/10     |              | Émile Gaillard                                                   | Headed "Sostenuto"; not always classified as a waltz. From 1938 present in the "Conservatoire Paris " Tiêu đề "Sostenuto"; nhưng không phải lúc nào cũng được phân loại là điệu valse. Từ năm 1938, bản thảo ở "Nhạc viện Paris"                                                                                 |
| 19        | La thứ                 | 1847–49 ( ? )                           | 1955, 1958     | Op. Posth       | B.150    | KK IVb/11     | P2/11        | Charlotte de Rothschild hoặc con gái                             | Ấn bản chưa biên tập xuất bản năm 1955; ấn bản năm 1958 được biên tập bởi Jack Werner. Từ năm 1901 bản thảo ở "Bibliotheque du Conservatoire de Paris" (Thư viện của Nhạc viện Paris |
| 20        | Fa-thăng thứ           | 1838 (?)                                | 1932           | -               |          | KK Ib/7       | A1/7         |                                                                  | Không phải của Chopin; xuất bản lần đầu vào năm 1861, và vào năm 1986 được xuất bản dưới tên Valse mélancolique của Stanislaw Dybowski trên tạp chí hai tuần một lần "Ruch Muzyczny", nhưng vào năm 2012 được Luca Chierici phát hiện ra là phiên bản rút gọn của tác phẩm Le Régret, op. 332 của Charles Mayer. |
| -         | Đô trưởng              | 1824 (?)                                | -              | -               |          | KK Vb/8       |              |                                                                  | Đã thất lạc |
| -         | La thứ                 | 1824                                    | -              | -               | -        | KK Vf         |              | Nữ bá tước Lubienska                                             | Đã thất lạc |
| -         | Đô trưởng              | 1826                                    | -              | -               |          | KK Vb/3       |              |                                                                  | Bản thảo đã bị phá hủy; bản sao dòng đầu tiên viết bởi chị gái của Chopin là Ludwika vẫn còn tồn tại |
| -         | La giáng trưởng        | 1827                                    | -              | -               |          | KK Vb/4       |              |                                                                  | Bản thảo đã bị phá hủy; bản sao dòng đầu tiên viết bởi chị gái của Chopin là Ludwika vẫn còn tồn tại |
| -         | Rê thứ                 | 1828                                    | -              | -               |          | KK Vb/6       |              |                                                                  | La Partenza; Bản thảo đã bị phá hủy; bản sao dòng đầu tiên viết bởi chị gái của Chopin là Ludwika vẫn còn tồn tại |
| -         | La thứ                 | 1829                                    | -              | -               |          |               |              |                                                                  | Khám phá năm 1937; do H.Hinterberger từ Viên sở hữu, nhưng giờcó thể đã bị phá hủy |
| -         | La thứ                 | 1829 (?)                                | -              | -               | -        | -             |              |                                                                  | Phác thảo cho khúc dạo đầu ngắn và chủ đề chính |
| -         | La giáng trưởng        | 1829–30 (đến ngày 21 tháng 12 năm 1830) | -              | -               |          | KK Vb/5       |              |                                                                  | Được đề cập trong một bức thư gửi gia đình ngày 21 tháng 12 năm 1830 của Chopin; Bản thảo đã bị phá hủy; bản sao dòng đầu tiên viết bởi chị gái của Chopin là Ludwika vẫn còn tồn tại |
| -         | E giáng trưởng         | 1829–30                                 | -              | -               |          | KK Vb/7       |              |                                                                  | Bản thảo đã bị phá hủy; bản sao dòng đầu tiên viết bởi chị gái của Chopin là Ludwika vẫn còn tồn tại |
| -         | La thứ                 | 1830-35                                 |                | -               |          |               |              |                                                                  | Bản thảo được phát hiện tại Thư viện và bảo tàng Morgan |
| -         | Đô trưởng              | 1831                                    | -              | -               |          |               |              |                                                                  | Bản thảo đã bị phá hủy; bản sao dòng đầu tiên viết bởi chị gái của Chopin là Ludwika vẫn còn tồn tại |
| -         | ?                      | 1845                                    | -              | -               | -        | KK Ve/12      |              |                                                                  | Đề cập trong nhật ký của L. Niedźwiecki |
| -         | Si trưởng              | 1848 (12 tháng 10)                      | -              | -               | B.166    | KK Va/3       |              | Madame Erskine                                                   | Dựa trên thư thư của Arthur Hedley (10 tháng 3 năm 1960) Bản thảo ở một bộ sưu tập tư nhân (London) |
| -         | Mi giáng trưởng        | 1829-30                                 | -              | -               |          | KK Vb/7       |              |                                                                  | Đề cập trong bức thư từ Breitkopf gửi Izabela Barcińska năm 1878 |
| -         | ?                      | ?                                       | -              | -               | -        | KK Ve/10      |              |                                                                  | Được liệt kê trong danh mục đấu giá tại Paris, tháng 3 năm 1906 |
| -         | ?                      | ?                                       | -              | -               | -        | KK Ve/11      |              |                                                                  | Đề cập trong bức thư từ Breitkopf gửi Izabela Barcińska năm 1878 |
| -         | ?                      | ?                                       | -              | -               | -        | KK Vf         |              |                                                                  | nhiều bản waltz; đã thất lạc |